# Chomuteć (obwód żytomierski)
Chomuteć (ukr. Хомутець) – wieś na Ukrainie, w obwodzie żytomierskim, w rejonie żytomierskim, w hromadzie Brusyliw. W 2001 liczyła 1239 mieszkańców, spośród których 1176 wskazało jako ojczysty język ukraiński, 61 rosyjski, 1 mołdawski, a 1 inny.